# Briton Ferry
Briton Ferry (wal. Llansawel) – miasto w południowej Walii, w jednostce administracyjnej Neath Port Talbot, historycznie w hrabstwie Glamorgan, położone na wschodnim brzegu rzeki Neath, blisko jej ujścia do zatoki Swansea Bay (Kanał Bristolski). W 2011 roku liczyło 5911 mieszkańców.
Co najmniej od XII wieku w miejscu tym funkcjonowała przeprawa promowa przez rzekę Neath. Pierwszy most drogowy wybudowany został w latach 1949–1955.
Miasto rozwinęło się w drugiej połowie XIX wieku jako ośrodek przemysłowy (hutnictwo żelaza i stali, przemysł maszynowy i metalowy), port przeładunkowy (dok portowy funkcjonował w latach 1861–1959) oraz stocznia złomowa.
Znajduje się tu stacja kolejowa Briton Ferry na linii South Wales Main Line.